# The Unmasking of Maud
The Unmasking of Maud è un cortometraggio muto del 1912 diretto da Hay Plumb.
Si conoscono pochi dati del film che, prodotto dalla Hepworth, fu distrutto nel 1924 dallo stesso produttore, Cecil M. Hepworth. Fallito, in gravissime difficoltà finanziarie, il produttore pensò in questo modo di per poter almeno recuperare il nitrato d'argento della pellicola.

## Trama
Un giovanotto, che vuole dichiararsi alla sua bella durante un ballo mascherato, sbaglia sorella.

## Produzione
Il film fu prodotto dalla Hepworth.

## Distribuzione
Distribuito dalla Hepworth, il film - un cortometraggio di circa 200 metri - uscì nelle sale cinematografiche britanniche nell'agosto 1912.